# Citrus Ridge
Citrus Ridge és una concentració de població designada pel cens dels Estats Units a l'estat de Florida. Segons el cens del 2000 tenia 12.015 habitants.

## Demografia
Segons el cens del 2000, Citrus Ridge tenia 12.015 habitants, 4.909 habitatges, i 3.485 famílies. La densitat de població era de 99 habitants per km².
Dels 4.909 habitatges en un 25,1% hi vivien nens de menys de 18 anys, en un 60,7% hi vivien parelles casades, en un 7% dones solteres, i en un 29% no eren unitats familiars. En el 20,2% dels habitatges hi vivien persones soles el 4,4% de les quals corresponia a persones de 65 anys o més que vivien soles. El nombre mitjà de persones vivint en cada habitatge era de 2,45 i el nombre mitjà de persones que vivien en cada família era de 2,82.
Per edats la població es repartia de la següent manera: un 19,9% tenia menys de 18 anys, un 7,8% entre 18 i 24, un 33,5% entre 25 i 44, un 25,1% de 45 a 60 i un 13,7% 65 anys o més.
L'edat mediana era de 37 anys. Per cada 100 dones de 18 o més anys hi havia 96,8 homes.
La renda mediana per habitatge era de 44.855 $ i la renda mediana per família de 48.125 $. Els homes tenien una renda mediana de 30.725 $ mentre que les dones 26.073 $. La renda per capita de la població era de 20.565 $. Entorn del 3,8% de les famílies i el 5,2% de la població estaven per davall del llindar de pobresa.

## Poblacions més properes
El següent diagrama mostra les poblacions més properes.